# Synode de Dordrecht
 (décembre 2014).
Si vous disposez d'ouvrages ou d'articles de référence ou si vous connaissez des sites web de qualité traitant du thème abordé ici, merci de compléter l'article en donnant les références utiles à sa vérifiabilité et en les liant à la section « Notes et références ».

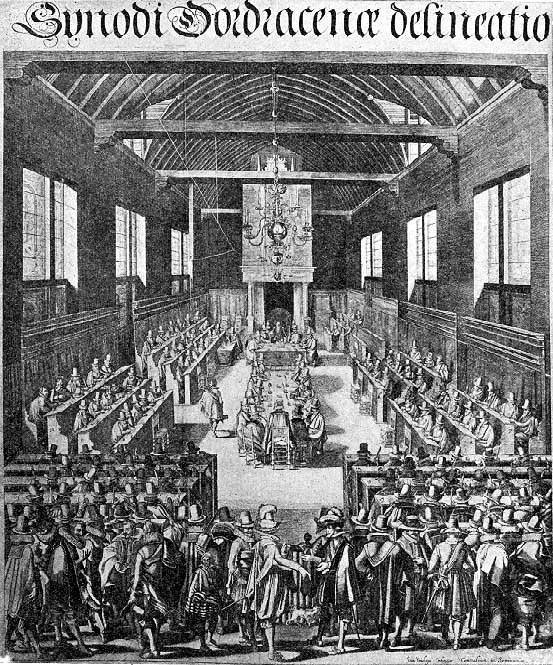
Le synode de Dordrecht, par Bernard Picart (1729).

Le synode de Dordrecht, synode de Dort ou synode de Dordt est un synode universel des Églises réformées qui s’est tenu à Dordrecht.
La première réunion eut lieu le 13 novembre 1618, et la session finale, la 154e, se tint le 9 mai 1619. Des représentants des Églises réformées de huit pays étrangers furent invités et participèrent aux votes.

## Objectif
L’objectif du synode était de régler une querelle théologique qui était apparue à la suite de l'apparition de l’arminianisme.
Après la mort de Jacobus Arminius, ses partisans ont émis des objections à la Confessio Belgica et à l’enseignement de Jean Calvin, de Théodore de Bèze et de leurs disciples. Ces objections ont été publiées dans un document appelé la Remonstrance de 1610 : de ce fait, les partisans d'Arminius étaient aussi connus sous le nom de remonstrants. Leurs opposants calvinistes, menés par le professeur Franciscus Gomarus de l’université de Leyde, furent, quant à eux, appelés contre-remonstrants.
Dans leurs Articles et leurs Opinions, les remonstrants ont publié une alternative à la doctrine calviniste : leurs divergences portaient sur cinq points.
Ils enseignaient : l’élection conditionnelle ; l'expiation illimitée ; la dépravation totale ; la résistibilité de la grâce ; la possibilité d’une rechute malgré la grâce.
Simon Episcopius fut le porte-parole des treize représentants des remonstrants convoqués devant le synode.

## Décision etCanons de Dordrecht
Le synode s’est conclu sur le rejet des positions arminiennes. La doctrine réformée sur chacun des cinq points en discussion fut présentée, à savoir : la dépravation totale, l’élection sans condition, le pardon limité, la grâce irrésistible et la persévérance des saints. Ceux-ci sont parfois appelés les cinq points du calvinisme.
La Décision du synode de Dordt concernant les cinq points principaux de la doctrine en débat aux Pays-Bas, généralement connue sous le nom de Canons de Dordrecht, est l’explication de la décision juridique du synode. Dans sa préface originale, on appelle la Décision un jugement dans lequel les deux vues, la vraie (en accord avec la parole divine concernant les cinq points susmentionnés de doctrine) est expliquée et la vue fausse (en opposition à la parole divine) est rejetée.
Les canons n’ont pas été prévus pour être une explication complète de la doctrine réformée, mais seulement un exposé des cinq points de doctrine en débat.

## Impact politique
Les actes du synode furent liés aux intrigues politiques qui sont survenues pendant la Trêve de douze ans durant la guerre de Quatre-Vingts Ans.
La décision du synode aboutit à la condamnation de Johan van Oldenbarnevelt, homme d’État très respecté et influent qui avait été le protecteur des remonstrants. Il a été décapité le 13 mai 1619, seulement quatre jours après la session finale du synode, pour le crime de « trouble général de l’état de la nation, tant dans l’Église que dans l’État » (trahison). De nos jours, il est considéré, même par les calvinistes, comme l’un des plus grands hommes de l’histoire des Pays-Bas.
Une autre conséquence de l’échec des arminiens fut la perte pour le pays du juriste Hugo Grotius, qui soutenait les droits des remonstrants. Grotius fut condamné à la prison à vie, mais il s’est échappé avec l’aide de sa femme du château de Loevestein. Tant Olden-Barnevelt que Grotius avaient été emprisonnés dès le 29 août 1618.
L’érudit Gérard Vossius fut contraint de démissionner de l'université de Leyde.
La théologie arminienne fut plus tard tolérée officiellement par l’État et a depuis continué à exister dans différentes dénominations protestantes. D'autre part, certaines versions modérées du calvinisme sont apparues du fait de l'influence de l'arminianisme, notamment la doctrine de Saumur soutenue par John Cameron au sein de l’académie de Saumur à la fin du XVIIe siècle.

## Traduction de la Bible
Le synode a aussi décidé de faire traduire la Bible en néerlandais, directement depuis les textes originaux hébraïques et grecs. Les traducteurs ont été nommés et on a demandé aux États généraux des Provinces-Unies de financer le projet. La traduction a été publiée en 1637 et est connue depuis lors comme la Statenvertaling ou « Traduction des États ».

## Représentants néerlandais
- Théologiens : Johannes Polyander, Franciscus Gomarus, Antonius Thysius, Antoine de Waele, Sibrandus Lubbertus
- Gueldre : Gulielmus Stephani, Eilardus van Mehen (1570-1639), Johannes Bouillet, Sebastian Damman (1578 or 1580–1640),  Jacobus Verheiden, Henricus van Hel
- Hollande Sud : Festus Hommius, Gisbertus Voetius, Balthasar Lydius (1577-1629), Henricus Arnoldi, Arnoldus Musius, Johannes de Laet
- Hollande Nord : Jacobus Trigland, Jacobus Rolandus, Abrahamus à Dooreslaer, Samuel Bartholdus, Theodorus Heyngius, Dominicus van Heemskerc
- Zélande : Godefridus Cornelisz Udemans, Hermannus Faukelius (1560-1625), Cornelius Regius (1580-1629), Lambertus de Rycke (1575-1658), Josias Vosbergius, Adrianus Hofferus (1589-1644),
- Utrecht ;Johannes Dibbetius (1567-1626), Arnoldus Oortcampius (1563-1632), Lambertus Canterus (1569-1619), Isaacus Frederici, Samuel Naeranus, Stephanus van Helsdingen (1584-1626)
- Frise : Johannes Bogerman, Florentius Johannes (1575–1637), Philippus Danielis Eilshemius (1579-1631), Kempo van Donia (1554-1622), Meinardus ab Idzerda, Johan van der Sande, Tacitus ab Aysma
- Overijssel : Caspar Sibelius, Hermannus Wiferding, Hieronymus Vogelius(1579-1654), Johannes Langius (1578-1624) , Wilhelmus van Broickhuysen (1588-1642), Johannes van Lawick (1580-1637)
- Groningue : Cornelius (Cornelis) Hillenius, Georgius Placius, Wolfgangus Agricola, Johannes Lolingius, Egbertus Halbes, Johannes Ruffelaert
- Drenthe : Themo van Asscheberg (-1625), Patroclus Romelingius (1576-1647)
- Eglise Wallonne : Daniel Colonius, Johannes Crucius, Johannes Doucher, Jeremias de Pours (1582-1648), Everardus Becker, Petrus du Pont.
- Délégation des remonstrants : Henricus  Leo (1575-1648), Bernerus Vezekius (1585-1631), Henricus Hollingerus, Simon Episcopius, Johannes Arnoldi Corvinus, Bernardus Dwinglo, Eduard Poppius, Carolus Rijckewaert (1578-1658), Thomas Gosuinus

## Représentants étrangers
- Angleterre : George Carleton (1559-1628), Joseph Hall (1574–1657), Thomas Goad (1576–1638), John Davenant (1576–1641), Lancelot Andrewes (1555-1626).
- Écosse : Walter Balcanqual (1586-1645), Samuël Ward (mort en 1643), William Ames (Guilielmus Amesius) (1576-1633).
- Heidelberg : Abraham Scultetus (1566-1624), Paul Tossanus (1572–1634), Johann Heinrich Alting (1583-1644).
- Hesse : Georg Cruciger (1575-1637), Paulus Stein (1585–1643), Rudolph Goclenius (1547-1628), Daniel Anglocrator (1569-1635).
- Suisse : Johann Jakob Breitinger (1575-1645), Wolfgang Mayer (1577–1653), Sebastian Beck (1583–1654), Mark Rütimeyer (1580–1647), Hans Conrad Koch (1564-1643).
- Genève : Giovanni Diodati (1576-1649), Théodore Tronchin (1582–-1657)
- Brème : Ludwig Crocius (1586-1653), Matthiuas Martinius (1572-1630), Heinrich Isselburg (1577-1628).
- Nassau-Wetteravië : Johann Heinrich Alsted (1588-1638), John Bisterfeld (mort en 1619), Georg Fabricius.
- Emden : Ritzius Lucas Grimersheim (1568-1631), Daniël Bernard Eilshemius (1555-1622).
- France : aucun car les autorités françaises interdirent leur présence. Plusieurs chaises vides furent installées dans la salle où se tint le synode en l’honneur des huguenots absents. Les quatre représentants choisis par le Synode Français était : Daniel Chamier, Jean Chauve (1578-1649), Pierre Du Moulin et André Rivet

### Citations
1. 1 2  Universalis (abonnement nécessaire).
2. ↑  Universalis (abonnement nécessaire).
3. ↑  Willem Frijhoff, « Le synode de Dordrecht (1618-1619): Théologie et confessionnalisation », Revue d'histoire du protestantisme, vol. 4, no 3,‎ juillet – septembre 2019, p. 389-422
4. ↑  Chastel 1882, p. 376.

### Sources
- Etienne Chastel, Histoire du Christianisme depuis son origine jusqu'à nos jours, vol. 4, Paris, G. Fischbacher, 1882 (lire en ligne), « Chap. 5, II, 2., d. Prédestination », p. 358-379